# Prosciurillus
Prosciurillus — рід гризунів родини Sciuridae, ендемічний для Сулавесі та прилеглих невеликих островів Індонезії. Це потайливі вивірки регіону пологів тропічних лісів, які мало вивчені.

## Характеристики
Prosciurillus мають непомітний коричневий колір. Довжина їхньої голови й тулуба становить приблизно 15 см, а хвоста — 9 см.